# Зеленовский, Владимир Викторович
Влади́мир Ви́кторович Зелено́вский (род. 20 июня 1983, Брежнев, Татарская АССР) — российский футболист.

## Карьера
Футболом начал заниматься в ЦПФ ФК «КАМАЗ», затем в 14-летнем возрасте его перевели в ДЮСШ «Ротор». Выступал за волгоградскую команду в Премьер-лиге, в которой провёл 23 игры и забил 1 гол. После развала клуба Зеленовский сменил несколько российских команд разных дивизионов, но нигде не смог задержаться на большой срок.
Привлекался в юношескую и молодёжную сборные России.
В 2015 году вошёл в тренерский штаб Дениса Клюева в молодёжной команде московского «Локомотива». В 2017 году стал тренером по физической подготовке в воссозданном клубе «Казанка». Летом 2019 года покинул «Казанку» и перебрался в «Спартак-2». 10 января 2020 года покинул «Спартак-2» в связи со сменой главного тренера, который привёл в команду свой штаб.
В 2016—2017 годах играл за команду III дивизиона «Летний дождик» (Москва).

## Достижения

### Как игрок
Носта:
- Первое место в зоне «Урал-Поволжье» Второго дивизиона ПФЛ 2006

### Как тренер
Актобе:
- Победитель Первой лиги Казахстана: 2020